# Никола Ребић
Никола Ребић (Београд, 22. јануар 1995) српски је кошаркаш. Игра на позицији плејмејкера, a тренутно наступа за Спартак из Суботице.

## Каријера

### Клубови
У млађим категоријама играо је прво за ФМП Железник а затим и за Црвену звезду. У фебруару 2013. потписао је први професионални уговор са Црвеном звездом. Иако са малом минутажом, Ребић је у црвено-белом дресу освојио две титуле АБА лиге, два национална првенства и два купа Радивоја Кораћа. У децембру 2016. је напустио Црвену звезду и прешао у Мега Лекс. У екипи Меге је стигао и до капитенске траке, а у фебруару 2018. је напустио клуб и прешао у шпански Билбао до краја сезоне.
У септембру 2018. потписао је уговор са Морнаром из Бара. У АБА лиги је у дресу тима из Бара имао просек од 10,7 поена, 2,1 скока и 3,8 асистенција, док је на путу до финала шампионата Црне Горе, где је Морнар тек после мајсторице, уступио трон Будућности, просечно бележио 15 поена, 2,8 скокова и 6,2 асистенције. У сезони 2019/20. био је играч Јенисеја из Краснојарска. У октобру 2020. потписао је уговор са Монаком, али је у децембру исте године променио клуб и прешао у Нантер. За сезону 2021/22. потписао је уговор са немачким Мителдојчером.

### Репрезентација
Био је део млађих репрезентативних селекција Србије. У тим селекцијама освојио је две бронзане медаље - прву на Европском првенству до 18 година 2012, а другу на Европском првенству до 20 година 2014. Године 2015. је са истим узрастом дошао и до златне медаље на Европском првенству у Италији, уз одличне индивидуалне игре. Просечно је бележио 10,9 поена, 3 скока и 2,1 асистенцију по мечу. Због тога је заједно са саиграче Марком Гудурићем изабран у идеалну петорку првенства.
За сениорску репрезентацију Србије је дебитовао током квалификација за Европско првенство 2022. године.

## Успеси

### Клупски
- Црвена звезда:
  - Првенство Србије (2): 2014/15., 2015/16.
  - Јадранска лига (2): 2014/15, 2015/16.
  - Куп Радивоја Кораћа (2): 2014, 2015.

### Репрезентативни
- Европско првенство до 18 година:  2012.
- Европско првенство до 20 година:  2014,  2015.